# Sociedade Esportiva União Cacoalense
Sociedade Esportiva União Cacoalense é uma agremiação esportiva brasileira sediada no município de Cacoal, no estado de Rondônia, fundada a 1 de janeiro de 1982. Suas cores são verde, branco e azul, sob o comando atualmente de Wesley Dias. 

## História
Após bater na trave com o vice-campeonato em 2001 e 2002, em 2003 e 2004 a União Cacoalense foi bicampeã do campeonato estadual, se classificando para a Copa do Brasil de 2004 e 2005.Chegou ainda à final do campeonato rondoniense de 2022, sendo superado pelo Real Ariquemes. 

Em 2008 foi rebaixada pela primeira vez no campeonato estadual, retornando após o vice-campeonato da segunda divisão de 2011. Em 2012 foi novamente rebaixada, sendo campeão da segundona em 2013.
Em novembro de 2024, o clube anunciou que, devido ao processo de reestruturação interna, se licenciaria das atividades profissionais no ano de 2025. 

## Títulos
| ESTADUAIS | ESTADUAIS                                | ESTADUAIS | ESTADUAIS   |
|           | Competição                               | Títulos   | Temporadas  |
|           | Campeonato Rondoniense                   | 2         | 2003 e 2004 |
|           | Campeonato Rondoniense - Segunda Divisão | 1         | 2013        |
| --------- | ---------------------------------------- | --------- | ----------- |

## Estatísticas

### Participações
|  | Participações em 2025 |

| Competição | Competição             | Temporadas | Melhor campanha       | Anos                                                         | P | R |
| Rondônia   | Campeonato Rondoniense | 23         | Campeão (2003 e 2004) | 1984, 1991-1992, 1996-1997, 1999-2008, 2012, 2014, 2019-2024 |   | 2 |
| Rondônia   | Segunda Divisão        | 3          | Campeão (2013)        | 2009, 2011, 2013                                             | 2 |   |
|            | Copa Norte             | 1          | Grupos (2002)         | 2002                                                         |   |   |
| Brasil     | Copa do Brasil         | 2          | 1ª fase (2004 e 2005) | 2004-2005                                                    |   |   |

## Ranking da CBF
- Posição: 295º
- Pontuação: 2 pontos

Ranking criado pela Confederação Brasileira de Futebol que pontua todos os times do Brasil.